# Luica
Luica è un comune della Romania di 2 118 abitanti, ubicato del distretto di Călărași, nella regione storica della Muntenia.
Il comune è formato dall'unione di 2 villaggi: Luica e Valea Stânii.